# Грудинино (Иркутская область)
Груди́нино (также Груди́нина) — упразднённая деревня в Иркутской области России. Находилась на одном из островов реки Ангара, в нескольких километрах выше по течению от Иркутска.
Основана в XVII веке. В 1844 году в деревне был построен первый пароход для Байкальского судоходства «Император Николай I». В 1953–1954 годах была разобрана и перенесена на новое место, став рассматриваться как новая деревня Новогрудинина.
На месте бывшей деревни образовано Иркутское водохранилище.

## Этимология
Деревня получила своё название от русской фамилии Грудинин, которую носили жители населённого пункта, будучи родственниками–однофамильцами.

## История

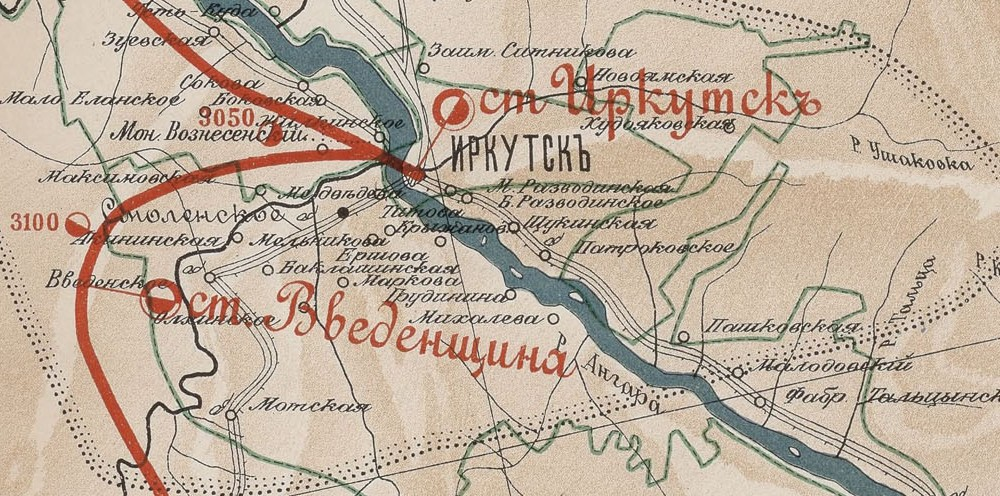
д. Грудинино на карте 1893 года

Деревня Грудинино основана в конце XVII века как место для рыболовства. Помимо этого, жители занимались сельским хозяйством. Некоторые практиковали также занятие охотой. На полях сеяли рожь, пшеницу, ячмень, овёс и коноплю, сажали картофель, капусту, редьку и морковь.
В 1884 году на средства крестьян была построена православная часовня с алтарём. В 1913 году прошла реконструкцию. Подведён фундамент, сделаны новые печи, иконостас и выполнены другие наружные и внутренние работы. Новое строение было освящено как церковь Михаила Архангела. В советское время стала функционировать как клуб. В 1990-х годах сожжена неизвестными людьми.
В январе 1908 года Ангара на местах низкого течения образовались ледяные заторы, приведшие к разливу реки. Вода затопила сам Иркутск, а также сёла Михалёво и Грудинино. Для поиска и устранения проблемы было нанято 30 человек рабочих.
В период антиалкогольной кампании, начатой в 1918 году, несколько жителей-трезвенников, возмущенные дефицитом хлеба и в то же время изобретательностью находчивых граждан по перегонке спирта из экскрементов, обратились в газету от имени лошади из Грудинино. Пожилая лошадь лично сообщала, что на неё «наваливают одновременно везти и посуду, наполненную самогонкой, а её иногда скопляется по несколько бочонков, да сверх того и самих самогонщиков». Лошадь требовала избавить её «от эксплуатации самогонщиками».
Один из уроженцев высказывался о деревне так:
Надо сказать, что, по моему глубокому убеждению, до затопления Иркутского водохранилища остров и расположенная на нём деревня представляли собой один из красивейших уголков пойменной части этой чудеснейшей реки. Весной окрестности деревни утопали в цветении черёмух и яблонь, а летом остров покрывался синевой голубики и ягодами красной смородины. Красной смородиной мы, ребятишки, лакомились, а вот к голубике был коммерческий интерес – её собирали и до последней ягодки продавали. Эта островная голубика за её прекрасные вкусовые качества особенно ценилась на рынке.

### Судостроительство
29 марта 1843 года в Грудинино был заложен первый пароход для рейсов по Ангаре. Деревянный корпус длиной 28 сажень спущен на воду 15 сентября того же года. Строительством судна руководил архангельский судостроитель Михаил Батурин. Сборка и отладка машин и механизмов были поручены специально приглашённому механику Павлу Мокееву, проходившему обучение и практическое освоение двигательных установок в Лондоне. На пароходе был установлен двигатель мощностью в 32 силы (150 индикаторных лошадиных сил). Первому пароходу было Высочайше утверждено наименование «Император Николай I». 26 июня 1844 года «Император Николай I» отправился в своё первое плавание в Иркутск. 

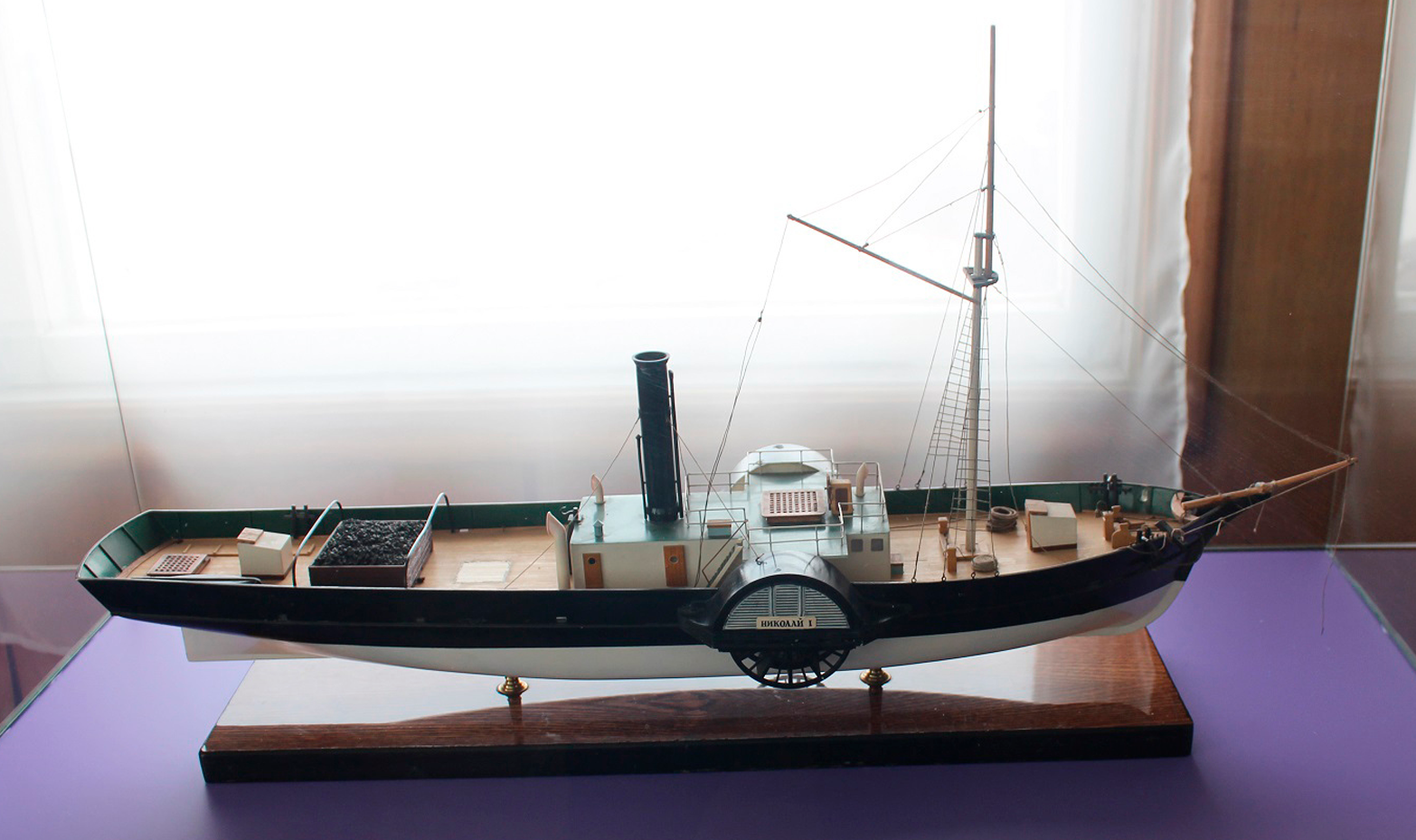
Модель первого парохода «Император Николай I», построенного в Грудинино

В Иркутской летописи 1911 года об этом событии написано следующее: 
На пароходе играла полковая музыка, палили пушки; следовали на нём до монастыря генерал-губернатор Руперт, гражданский губернатор Пятницкий и очень много почётных чиновников с семействами; спустились ниже монастыря до Жилкиной и там постояли до 29 июня и в 8 утра пароход прошёл вверх по Ангаре при действии своей машины и парусов и остановился ненадолго повыше Триумфальных ворот. А потом против казённой аптеки и в 4 часу дня ушёл к Байкалу.
Сразу же после окончания строительства первого парохода в Грудинино был заложен второй, наименованный «Наследник Цесаревич». Он не отличался по размерам, но имел более мощный двигатель в 50 сил (200 индикаторных лошадиных сил). В дальнейшем строились и баржи для транспортироватьния различных грузов пароходами на буксире.

### Гражданская война
В конце 1919 года в Иркутске вспыхнуло восстание организации «Политический центр». После расстрела пленённого Верховного правителя России Александра Колчака, остатки войск Восточного фронта Владимира Каппеля отступали через Грудинино в рамках Великого Сибирского Ледяного похода, перемещаясь в Читу. Войска белого движения уводили скот, отбирали у крестьян зерно, забирали с собой мужчин. Женщин заставляли печь хлеб и снабжать уставших солдат продовольствием. 21 февраля разведка Второго Забайкальского казачьего полка доложила начальнику обороны, что деревня Грудинино занято каппелевцами. Получив донесение, кавалерийским частям Нестора Каландарашвили было приказано поддержать разведку и ударить по обозу.

### Затопление

Схема затопления части русла Ангары, где находилась д. Грудинино

В соответствии с постановлением Совета министров СССР о переносе всей инфраструктуры из зоны образования будущего водохранилища, вызванного строительством Иркутской ГЭС, все поселения, в том числе Грудинино, следовало до 1955 года перенести на новое место. Перенос строений начался уже в 1953 году. Для руководства производимыми работами созданы специальные отделы при райисполкомах. Государство компенсировало все расходы по переносу домов, а за сносимые строения выплачивала их стоимость. Топографическую съёмку площади Грудинино произвели с ошибками, поэтому проект планировки нового поселения был изменён.
Работы по её созданию завершены к поздней осени 1954 года. Из Грудинино часть людей обосновалась в деревне-преемнице Новогрудинина. Другая часть населения перебралась в сам Иркутск или Шелехов.
Прежнее же место скрылось под водой после заполнения водохранилища в 1956–1959 годах на глубине 18 м.

## Население
| Численность населения | Численность населения | Численность населения | Численность населения | Численность населения | Численность населения |
| 1851                  | 1882                  | 1890                  | 1894                  | 1926                  | 1954                  |
| --------------------- | --------------------- | --------------------- | --------------------- | --------------------- | --------------------- |
| 71                    | ↗252                  | ↗302                  | ↘284                  | ↗348                  | ↘0                    |

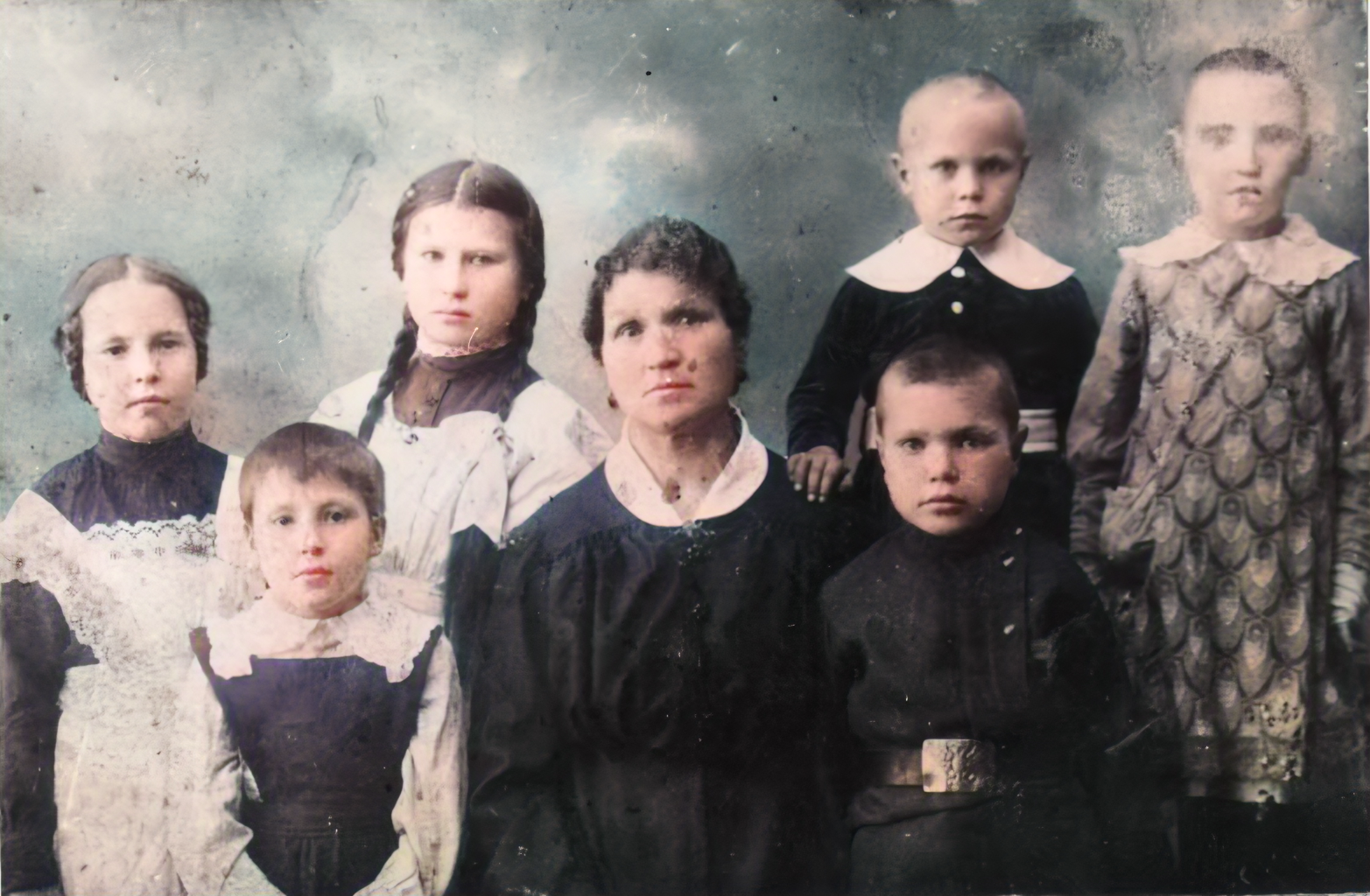
Фотография семей Грудининых и Худяковых, 1918

По состоянию на 1890 год, в Грудинино насчитывалось 50 дворов. В 1926 их число увеличилось до 77.
Ветераны Первой мировой войны
- Грудинин Михаил Михайлович — рядовой 199‐го пехотного Кронштадтского полка Русской императорской армии. Под сильным артиллерийским, оружейным и пулемётным огнём противника, с явной опасностью для жизни, своевременно передавал по назначению все приказания, распоряжения и донесения начальству в боях у д. Оленовка(Волынская губерния) в 1916 году, за что награждён Георгиевским крестом IV степени[16].

Репрессированные в ходе Большого террора
- Грудинин Павел Григорьевич — шофёр Восточно-Сибирского пароходства. Арестован в 1938 году по обвинению в контрреволюционной деятельности. Расстрелян по приговору тройки Иркутского УНКВД. В дальнейшем реабилитирован заключением прокуратуры Иркутской области в 1989 году[17].
- Грудинин Степан Григорьевич — дворник Иркутской трикотажной фабрики. Арестован в 1938 году по обвинению в контрреволюционной деятельности. Расстрелян по приговору тройки Иркутского УНКВД.  В дальнейшем реабилитирован постановлением президиума Иркутского областного суда в 1958 году[17].

Государственные работники
- Грудинин Мефодий Иванович — доктор геолого-минералогических наук, ведущий научный сотрудник Института земной коры СО РАН, депутат Иркутской городской думы[18].